# منكال (السحتريين)
منكال هو دُوَّار يقع بجماعة السحتريين، إقليم تطوان، جهة طنجة تطوان الحسيمة في المملكة المغربية. ينتمي الدوّار لمشيخة السحتريين التي تضم 22 دوار. يقدر عدد سكانه بـ 1870 نسمة حسب الإحصاء الرسمي للسكان والسكنى لسنة 2004.

## روابط خارجية
- البوابة الوطنية للجماعات الترابية
- المندوبية السامية للتخطيط